# Adicella dryope
Adicella dryope är en nattsländeart som beskrevs av Schmid 1994. Adicella dryope ingår i släktet Adicella och familjen långhornssländor. Inga underarter finns listade i Catalogue of Life.